# Boerhaaveplein 4-6
Boerhaaveplein 4-6 te Amsterdam is een gebouw in Amsterdam-Oost.
De firma Wild & Hardebeck en/of Gordijnenfabriek Hardebeck en/of N.V. Hardebeck’s Gordijnenfabriek liet hier aan het Boerhaaveplein omstreeks 1921 een fabrieksgebouw neerzetten. Het gebouw was ontworpen door aannemer/architect Carel Tenenti, die maar weinig panden in Amsterdam op zijn naam heeft staan. Hij is bekender in Dordrecht en omgeving. Hij had wel eerder (circa 1913) het magazijn van genoemde firma aan de Nieuwezijds Voorburgwal 48-50 ontworpen. Tenenti kon niet lang van zijn Amsterdamse scheppingen genieten; hij overleed in 1927. Ook de fabriek liep niet goed; ze ging failliet, maakte doorstart etc. in de jaren zeventig verdween het voorgoed  van de markt. Er was aan de toegangen te zien een strikte scheiding tussen kantoor ("kantoren" boven ingang nummer 6) en fabriek ("fabrieken" boven nummer 4).
Tenenti was getrouwd met Maria Adriana Keuss, Julius Joseph Hardebeck was getrouwd met Cornelia Maria Keuss (Keuss Modemagazijnen).
Het gebouw loopt door tot in de Tweede Boerhaavestraat 23. Op 2 november 2004 werd het fabriekgebouw tot gemeentelijk monument verklaard.
In de 21e eeuw heeft onder andere kunstenaar Jan Dibbets er zijn atelier.